# Ряд обернених квадратів
Ряд обернених квадратів — нескінченний ряд:
{\displaystyle {\frac {1}{1^{2}}}+{\frac {1}{2^{2}}}+{\frac {1}{3^{2}}}+{\frac {1}{4^{2}}}+{\frac {1}{5^{2}}}+\dots }
Задача знаходження суми цього ряду тривалий час залишалася нерозв'язаною. Оскільки увагу європейських математиків до цієї проблеми привернув базельський професор математики Якоб Бернуллі (1689 рік), в історії вона нерідко називається «базельською задачею» (або «базельською проблемою»). Першим суму ряду зумів отримати 1735 року 28-літній Леонард Ейлер, вона виявилася рівною
{\displaystyle {\frac {\pi ^{2}}{6}}\approx 1{,}6449340668} (див. A013661).
Розв'язок цієї проблеми не лише приніс молодому Ейлеру світову славу, але й значно вплинув на подальший розвиток аналізу, теорії чисел, а згодом — комплексного аналізу. В черговий раз (після відкриття ряду Лейбніца) число {\displaystyle \pi } вийшло за межі геометрії та підтвердило свою універсальність. Нарешті, ряд обернених квадратів виявився першим кроком до введення знаменитої дзета-функції Рімана.

## Історія

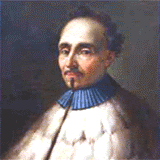
П'єтро Менголі

Вперше роздуми про ряд обернених квадратів історики виявили в роботах італійського математика П'єтро Менголі (1644), але тоді задача не викликала загального інтересу. Пізніше знайти суму ряду безуспішно намагалися знайти багато видатних математиків, зокрема Лейбніц, Стірлінг, де Муавр, брати Якоб та Йоганн Бернуллі. Вони обчислили декілька значущих цифр суми ряду, Якоб Бернуллі строго довів, що ряд збігається до деякого скінченного значення, однак ніхто не зміг визначити, з чим це значення могло б бути пов'язане.

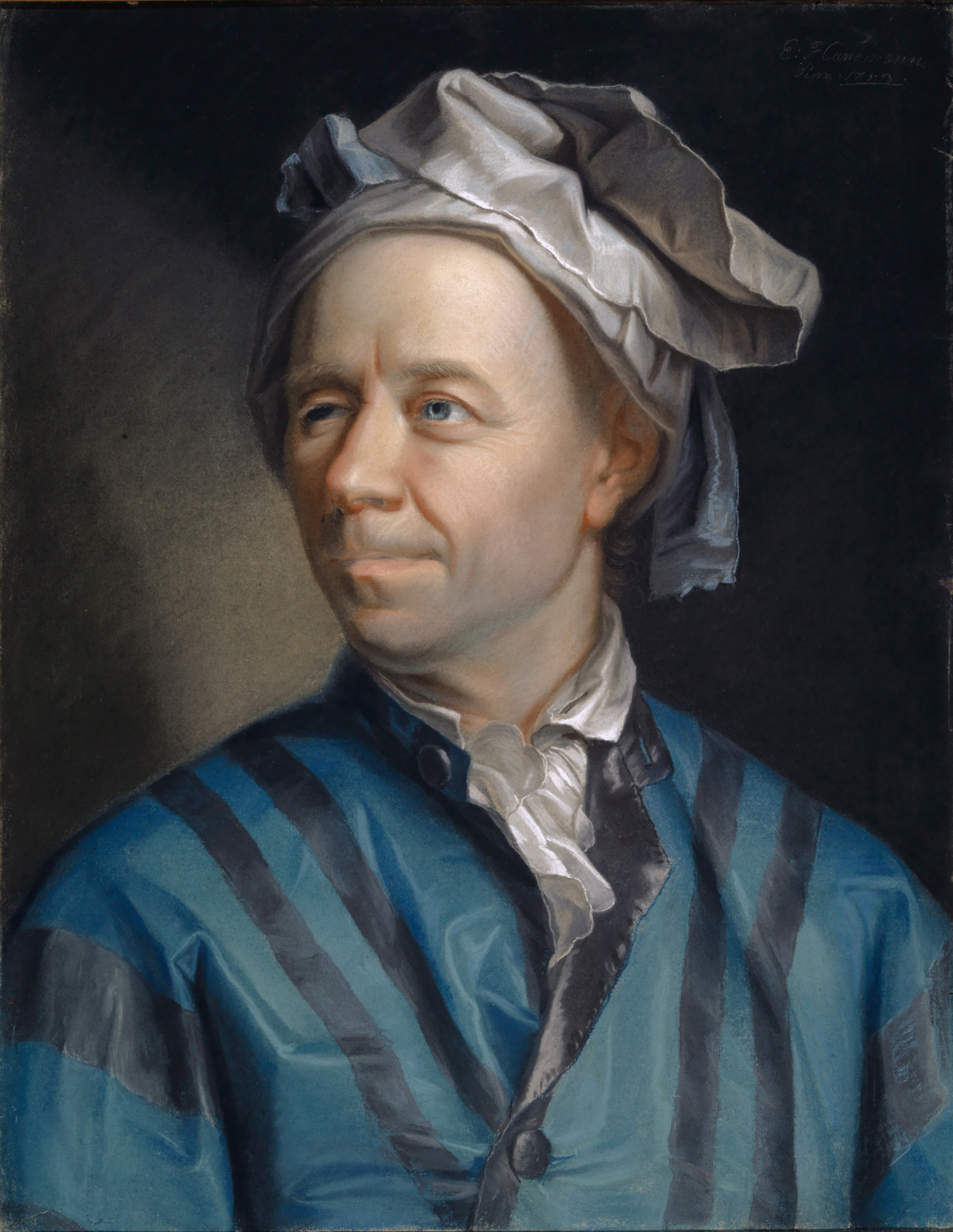
Леонард Ейлер

Якоб Бернуллі закликав у своїй книзі «Арифметичні пропозиції про нескінченні ряди» (1689): «Якщо комусь вдасться знайти те, що досі не піддавалося нашим зусиллям, і якщо він повідомить це нам, то ми будемо йому дуже зобов'язані». Але при житті Якоба Бернуллі розв'язок цієї задачі так і не з'явився.
Першим успіху добився Ейлер, майже через півстоліття після звернення Бернуллі. Швидше за все, про цю проблему Ейлеру розповів Йоганн Бернуллі, брат Якоба. Ейлер повідомив про відкриття у замітці «Про суми обернених рядів» (De summis serierum reciprocarum, Commentarii, 1735 рік) для журналу Петербурзької академії наук. Знайдене ним значення суми Ейлер також повідомив у листі своєму другу Даніелю Бернуллі, сину Йоганна Бернуллі:

Нещодавно я знайшов, і зовсім неочікувано, витончений вираз для суми ряду, пов'язаного з квадратурою круга… А саме, шестикратна сума цього ряду дорівнює квадрату периметра круга, діаметр якого 1.

Даніель розповів батькові, який засумнівався у справедливості розкладу синуса в нескінченний добуток (див. нижче), отриманого Ейлером. Тому 1748 року Ейлер більш строго обґрунтував результат у своїй монографії «Вступ до аналізу нескінченно малих» (Introductio in analysin infinitorum, том I, глава X).
Для контролю Ейлер обчислив вручну суму ряду з 20 знаками (мабуть, використовуючи формулу Ейлера — Маклорена, оскільки ряд обернених квадратів збігається доволі повільно). Потім він порівняв суму зі значенням {\displaystyle {\frac {\pi ^{2}}{6}},} використовуючи вже відоме у той час наближене значення числа {\displaystyle \pi }, і впевнився, що обидва значення, у межах точності розрахунків, однакові. Пізніше (1743) Ейлер опублікував ще два різних способи підсумовування ряду обернених квадратів, один із них описаний нижче як 4-й спосіб із книги Г. М. Фіхтенгольца.

## Доведення збіжності ряду
Достатньо довести, що збігається ряд:
{\displaystyle 1+{\frac {1}{1\cdot 2}}+{\frac {1}{2\cdot 3}}+{\frac {1}{3\cdot 4}}+{\frac {1}{4\cdot 5}}\cdots \ ,}
тому що кожен доданок у ньому (крім першого) більший, ніж у ряді обернених квадратів. Подамо новий ряд у вигляді:
{\displaystyle 1+\left(1-{\frac {1}{2}}\right)+\left({\frac {1}{2}}-{\frac {1}{3}}\right)+\left({\frac {1}{3}}-{\frac {1}{4}}\right)+\cdots \ }
Очевидно, часткова сума {\displaystyle S_{n}} цього ряду дорівнює {\displaystyle 2-{1 \over n},} тому ряд збігається, і його сума дорівнює 2. Отже, і ряд обернених квадратів збігається до деякого числа в інтервалі (1, 2).

## Метод Ейлера для знаходження суми ряду
До кінця XVII століття, завдяки роботам Ньютона та інших математиків, був відомий розклад у ряд функції синуса:
{\displaystyle \sin x=x-{\frac {x^{3}}{3!}}+{\frac {x^{5}}{5!}}-{\frac {x^{7}}{7!}}+\cdots }
Ейлер зумів отримати інший розклад синуса — не в суму, а в нескінченний добуток:
{\displaystyle \sin x=x\left(1-{\frac {x^{2}}{\pi ^{2}}}\right)\left(1-{\frac {x^{2}}{4\pi ^{2}}}\right)\left(1-{\frac {x^{2}}{9\pi ^{2}}}\right)\left(1-{\frac {x^{2}}{16\pi ^{2}}}\right)\cdots }
Прирівнявши обидва вирази та скорочуючи на {\displaystyle x,} отримаємо:
| {\displaystyle \left(1-{\frac {x^{2}}{\pi ^{2}}}\right)\left(1-{\frac {x^{2}}{4\pi ^{2}}}\right)\left(1-{\frac {x^{2}}{9\pi ^{2}}}\right)\left(1-{\frac {x^{2}}{16\pi ^{2}}}\right)\cdots =1-{\frac {x^{2}}{3!}}+{\frac {x^{4}}{5!}}-{\frac {x^{6}}{7!}}+\cdots } | (1) |

Оскільки ця тотожність виконується при всіх {\displaystyle x,} коефіцієнти при {\displaystyle x^{2}} в її лівій та правій частинах повинні бути рівні:
{\displaystyle -{\frac {1}{\pi ^{2}}}-{\frac {1}{4\pi ^{2}}}-{\frac {1}{9\pi ^{2}}}-{\frac {1}{16\pi ^{2}}}-\cdots =-{\frac {1}{6}}.}
Помноживши обидві частини рівності на {\displaystyle (-\pi ^{2}),} остаточно отримуємо:
{\displaystyle {\frac {1}{1^{2}}}+{\frac {1}{2^{2}}}+{\frac {1}{3^{2}}}+{\frac {1}{4^{2}}}+{\frac {1}{5^{2}}}+\dots ={\frac {\pi ^{2}}{6}}.}

## Альтернативні способи знаходження суми

### Ряд Фур'є
Апарат розкладу в ряд Фур'є для функції {\displaystyle f(x)=x^{2}} дозволяє особливо легко та швидко отримати суму ряду обернених квадратів. Для парної функції цей розклад має наступний загальний вигляд:
{\displaystyle f(x)=a_{0}+\sum _{n=1}^{\infty }a_{n}\cos nx.}
Обчислимо коефіцієнти {\displaystyle a_{n}} за стандартними формулами:
{\displaystyle a_{0}={\frac {1}{2\pi }}\int \limits _{-\pi }^{\pi }x^{2}dx={\pi ^{2} \over 3};\quad a_{n}={\frac {1}{\pi }}\int \limits _{-\pi }^{\pi }x^{2}\cos(nx)dx=(-1)^{n}{\frac {4}{n^{2}}}.}
В результаті розклад набуває вигляду:
{\displaystyle x^{2}={\pi ^{2} \over 3}+\sum _{n=1}^{\infty }(-1)^{n}{\frac {4\cos(nx)}{n^{2}}}.}
Підставивши в цю формулу {\displaystyle x=\pi ,} отримуємо
{\displaystyle \pi ^{2}={\pi ^{2} \over 3}+\sum _{n=1}^{\infty }(-1)^{n}{\frac {4(-1)^{n}}{n^{2}}},} або:
{\displaystyle {2 \over 3}\pi ^{2}=4\sum _{n=1}^{\infty }{\frac {1}{n^{2}}}}
Поділивши на 4, отримаємо остаточний результат.
Якщо замість {\displaystyle x=\pi } підставити {\displaystyle x=0,} отримаємо ще одну суму:
{\displaystyle {\frac {1}{1^{2}}}-{\frac {1}{2^{2}}}+{\frac {1}{3^{2}}}-{\frac {1}{4^{2}}}+{\frac {1}{5^{2}}}+\dots ={\pi ^{2} \over 12}.}
Інший спосіб розв'язування задачі — скористатися рівністю Парсеваля для ряду Фур'є тієї ж парної функції {\displaystyle f(x)=x^{2}}.

### Методи з курсу аналізу Г. М. Фіхтенгольца
У другому томі тритомного «Курсу диференціального та інтегрального числення» Г. М. Фіхтенгольца наводиться декілька способів підсумовування ряду обернених квадратів.
Перший спосіб (стор. 461) базується на розкладі арксинуса:
{\displaystyle 2(\arcsin y)^{2}=\sum _{m=1}^{\infty }{{\frac {[(m-1)!]^{2}}{(2m)!}}(2y)^{2m}}}
При {\displaystyle y={1 \over 2}} отримуємо
{\displaystyle \sum _{m=1}^{\infty }{\frac {[(m-1)!]^{2}}{(2m)!}}={\frac {\pi ^{2}}{18}}}
Але раніше в томі 2 (стор. 340) було показано, що ліва частина останнього рівняння дорівнює третині суми ряду обернених квадратів, звідки отримуємо суму ряду.
Другий спосіб (стор. 490) по суті такий самий, як і наведений вище метод Ейлера.
Третій спосіб цікавий тим, що одразу дає суми всіх рядів обернених парних степенів:
{\displaystyle S_{2n}=\sum _{m=1}^{\infty }{\frac {1}{m^{2n}}}}
Він базується на двох формулах розкладу гіперболічного котангенса. Перша (стор. 484) справедлива при {\displaystyle |x|<1}:
{\displaystyle \pi x\cdot \operatorname {cth} (\pi x)=1+2\sum _{n=1}^{\infty }(-1)^{n-1}S_{2n}x^{2n}}
Друга (стор. 495) пов'язує гіперболічний котангенс з числами Бернуллі {\displaystyle B_{n}}:
{\displaystyle \pi x\cdot \operatorname {cth} (\pi x)=1+\sum _{n=1}^{\infty }(-1)^{n-1}{\frac {(2\pi )^{2n}B_{n}}{(2n)!}}x^{2n}}
Прирівнюючи однакові степені в обидвох формулах, отримуємо формулу зв'язку сум рядів із числами Бернуллі:
{\displaystyle B_{n}={\frac {2(2n)!}{(2\pi )^{2n}}}S_{2n}}
Для {\displaystyle n=1}, з врахуванням {\displaystyle B_{1}={1 \over 6},} отримуємо очікуваний результат.
Четвертий спосіб (стор. 671), знайдений ще Ейлером 1741 року, базується на інтегруванні рядів. Позначимо:
{\displaystyle E=\int \limits _{0}^{1}{{\frac {\arcsin x}{\sqrt {1-x^{2}}}}\ dx}=\int \limits _{0}^{1}{\arcsin x\ d\arcsin x}={\frac {\pi ^{2}}{8}}}
Скористаємося розкладом арксинуса в ряд для проміжку [0, 1]:
{\displaystyle \arcsin x=x+\sum _{n=1}^{\infty }{\frac {(2n-1)!!}{(2n)!!}}\cdot {\frac {x^{2n+1}}{2n+1}}}
Цей ряд збігається рівномірно, і можна інтегрувати його почленно:
{\displaystyle E=\int \limits _{0}^{1}{\frac {x}{\sqrt {1-x^{2}}}}\ dx+\sum _{n=1}^{\infty }{\frac {(2n-1)!!}{(2n)!!(2n+1)}}\int \limits _{0}^{1}{\frac {x^{2n+1}}{\sqrt {1-x^{2}}}}\ dx}
Перший інтеграл дорівнює 1, а другий після підстановки {\displaystyle x=\sin t} виявляється рівним {\displaystyle {\frac {(2n)!!}{(2n+1)!!}},} тому отримуємо:
{\displaystyle E=1+\sum _{n=1}^{\infty }{\frac {1}{(2n+1)^{2}}}=\sum _{n=1}^{\infty }{\frac {1}{(2n-1)^{2}}}}
Ця сума містить обернені квадрати непарних чисел. Потрібна нам сума {\displaystyle S} ряду всіх обернених квадратів складається з двох частин, перша з яких дорівнює {\displaystyle E,} а друга містить обернені квадрати парних чисел:
{\displaystyle S={\frac {1}{1^{2}}}+{\frac {1}{2^{2}}}+{\frac {1}{3^{2}}}+{\frac {1}{4^{2}}}+\dots =E+{\frac {1}{2^{2}}}+{\frac {1}{4^{2}}}+{\frac {1}{6^{2}}}+\dots ={\frac {\pi ^{2}}{8}}+{1 \over 4}S}
Тобто {\displaystyle {3 \over 4}S={\frac {\pi ^{2}}{8}},} звідки: {\displaystyle S={\frac {\pi ^{2}}{6}}.}

### Інші підходи
Оґюстен-Луї Коші 1821 року запропонував оригінальний та строгий, хоча і доволі складний, метод підсумовування ряду. Детальний виклад цього способу наведений у статті І. В. Терещенко.
У статті К. П. Кохася наводиться декілька різних способів підсумовування ряду: через інтеграли, комплексні лишки, гамма-функцію, розклад арксинуса чи котангенса, піднесення до квадрату ряду Лейбніца.

## Варіації та узагальнення
Виходячи з формули (1), Ейлер розрахував суми не лише для ряду обернених квадратів, але і для рядів із інших парних степенів, аж до 26-го, наприклад:
{\displaystyle {\frac {1}{1^{4}}}+{\frac {1}{2^{4}}}+{\frac {1}{3^{4}}}+{\frac {1}{4^{4}}}+{\frac {1}{5^{4}}}+\dots ={\frac {\pi ^{4}}{90}}.}
{\displaystyle {\frac {1}{1^{6}}}+{\frac {1}{2^{6}}}+{\frac {1}{3^{6}}}+{\frac {1}{4^{6}}}+{\frac {1}{5^{6}}}+\dots ={\frac {\pi ^{6}}{945}}.}
і т. д. Ейлер також виявив, що суми таких рядів пов'язані з числами Бернуллі наступним співвідношенням:
{\displaystyle S_{2k}=(-1)^{k-1}{\frac {(2\pi )^{2k}}{2(2k)!}}B_{2k},}
де {\displaystyle B_{2k}} — числа Бернуллі.
Ейлер підсумував і модифікацію ряду обернених квадратів, що містила (у знаменниках) квадрати чи інші парні степені непарних чисел; суми рядів виявилися також пов'язаними з числом {\displaystyle \pi .}
Для рядів із непарних степенів теоретичні вирази їхніх сум досі невідомі. Доведено лише, що сума ряду обернених кубів (стала Апері) — ірраціональне число.
Якщо розглядати показник степеня у загальному ряді обернених степенів як змінну (не обов'язково цілочисельну), то отримаємо дзета-функцію Рімана, що відіграє величезну роль в аналізі та теорії чисел:
{\displaystyle \zeta (s)=\sum _{n=1}^{\infty }{\frac {1}{n^{s}}}.}
Таким чином, сума ряду обернених квадратів — {\displaystyle \zeta (2).} Перші дослідження властивостей дзета-функції виконав Ейлер. 1859 року з'явилася глибока робота Бернгарда Рімана, яка розширила визначення дзета-функції на комплексну область. На основі тотожності Ейлера Ріман детально розглянув зв'язок дзета-функції з розподілом простих чисел.